# Aphonopelma aberrans
Aphonopelma aberrans là một loài nhện trong họ Theraphosidae.
Loài này thuộc chi Aphonopelma. Aphonopelma aberrans được Ralph Vary Chamberlin miêu tả năm 1917.